# H 3 (sommergibile Italia)
L'H 3 è stato un sommergibile della Regia Marina.

## Storia
Una volta terminate la costruzione e le prove, il sommergibile salpò da Halifax al comando del tenente di vascello Goffredo di Palma, attraversò l'Oceano Atlantico ed attraccò infine a Cagliari.
Inquadrato nella «Squadriglia Sommergibili H», fu dislocato a Brindisi, operando nel Basso Adriatico, specie davanti a Cattaro e Durazzo, svolgendo in tutto 20 missioni offensive prive di risultati.
Il 2 ottobre 1918 l'H 3, insieme a diversi altri sommergibili italiani, francesi ed inglesi, venne dislocato nelle acque tra Durazzo e Cattaro in appoggio ad un'operazione di bombardamento navale ed attacco di MAS contro Durazzo.
Nel 1925 il fu impiegato per la sperimentazione di un apparato progettato dal maggiore del Genio Navale Pericle Ferretti: tale strumento era un precursore dello snorkel, e consentiva la navigazione in immersione per tempi ben più lunghi del consueto, e con l'uso della propulsione Diesel. Per questo l'H 3 ricevette – nell'aprile 1926 –, mentre si trovava in Libia, anche la visita di Benito Mussolini. La sperimentazione dell'apparecchiatura di Ferretti proseguì sino al 1927 evolvendo nell'apparecchio «ML» (la cui produzione fu però bloccata negli anni trenta, così che la Regia Marina entrò nella seconda guerra mondiale senza nessun apparato di questo tipo).
Nel resto degli anni venti il sommergibile fu impiegato per esercitazioni ed attività di addestramento.
Nel 1931 l'H 3 fu ridislocato a La Spezia e quindi assegnato all'Accademia Navale di Livorno, per la quale svolse missioni di addestramento e partecipò ad esercitazioni sino al maggio 1937, data della sua radiazione. Fu successivamente demolito.